# Jaworzyna Konieczniańska
Jaworzyna Konieczniańska (słow. Javorina, 881 m n.p.m.) – szczyt górski w Beskidzie Niskim, na granicy Polski i Słowacji. Dawniej nazywana również Jaworzyną nad Konieczną. Łemkowie z pobliskiego Regietowa nazywali go „Wielką Jaworiną”.
Szczyt leży w głównym grzbiecie wododziałowym Karpat, będącym tu elementem głównego wododziału europejskiego. Wznosi się między Przełęczą Regetowską (na południowym zachodzie) oraz płytką (ok. 650 m n.p.m.) przełączką oddzielającą go od szczytu Beskidek (na północnym wschodzie). Masyw Jaworzyny ma kształt słabo wygiętego rogalika, którego większa część znajduje się już na terytorium Słowacji. Od najwyższego punktu grzbiet opada łukiem ku południowemu wschodowi, a później ku południu, kończąc się punktem zwanym Paledovka (778 m n.p.m.) nad Regetovką i Becherovem.
Górę budują osadowe utwory fliszu karpackiego z okresu paleocenu – eocenu. W szczytowych partiach są to głównie okruchowe piaskowce warstw zlínskich. Stoki wewnętrznej części "rogalika", poniżej poziomicy ok. 700 m n.p.m., pokrywają rozległe, stare (plejstocen – holocen) pokrywy osuwiskowe. Stoki, w górnych partiach słabiej rozczłonkowane, niżej pocięte są dolinkami drobnych cieków wodnych, spływających w kierunku północno-zachodnim do Regetówki, w kierunku północno-wschodnim do Kamenca, a w kierunku południowo-zachodnim do potoku Regetovská voda (dopływ Kamenca).
Cały masyw Jaworzyny pokrywają lasy, głównie bukowe, w dużej części zbliżone składem gatunkowym do pierwotnej puszczy karpackiej. Na nielicznych polankach (m.in. na samym szczycie) i w rozluźnieniach drzewostanu występuje bogata flora roślin zielnych, m.in. kilka gatunków storczyków, lilia złotogłów, tojad mocny i in..
Na północno-wschodnim stoku grzbietu Jaworzyny, opadającym ku dolinie potoku Riečka, już na terenie Słowacji, znajduje się rezerwat przyrody Becherovská tisina, chroniący największe skupisko cisów na terenie słowackich Karpat fliszowych. U południowych podnóży wzniesienia Paledovka, na wysokości ok. 520 m n.p.m., znajduje się rezerwat przyrody Regetovské rašelinisko, chroniący niewielkie podgórskie torfowisko i zespół roślinności terenów podmokłych.
Piesze szlaki turystyczne:
- Wysowa-Zdrój – Przełęcz Regetowska (646 m n.p.m.) – Jaworzyna Konieczniańska (881 m n.p.m.) – Konieczna